# Tour della nazionale maschile di rugby a 15 della Francia 1981
Nel 1981 la nazionale francese di rugby a 15 si reca in tour in Australia.
Il clou sono i due test contro i Wallabies, entrambi persi di misura.

## Risultati
| Brisbane 13 giugno 1981 | Queensland | 15 – 18 | Francia XV |  |

| Rock Hampton 17 giugno 1981 | Queensland Country | 3 – 33 | Francia XV |  |

| Sydney 20 giugno 1981 | Sydney | 16 – 14 | Francia XV |  |

| Melbourne 24 giugno 1981 | Victoria | 6 – 11 | Francia XV |  |

| Sydney 27 giugno 1981 | New South Wales | 12 – 21 | Francia XV |  |

| Canberra 1º luglio 1981 | ACT | 7 – 50 | Francia XV |  |

| Brisbane 5 luglio 1981                                                                | Australia | 17 – 15                   | Francia | Ballymore Oval |
| \| \| \| \| \| mete: trasf.: c.p.: Drop: \| Marcatori \| mete: trasf.: c.p.: Drop: \| |           |                           |         |                |
|                                                                                       |           |                           |         |                |
| mete: trasf.: c.p.: Drop:                                                             | Marcatori | mete: trasf.: c.p.: Drop: |         |                |

| 8 luglio 1981 | NSW Country | 12 – 13 | Francia XV |  |

| Sydney 11 luglio 1981                                                                 | Australia | 24 – 14                   | Francia | Sydney Cricket Ground |
| \| \| \| \| \| mete: trasf.: c.p.: Drop: \| Marcatori \| mete: trasf.: c.p.: Drop: \| |           |                           |         |                       |
|                                                                                       |           |                           |         |                       |
| mete: trasf.: c.p.: Drop:                                                             | Marcatori | mete: trasf.: c.p.: Drop: |         |                       |